# سفينة الحب والعذاب (فلم)
فيلم مصري إنتاج 1993م، بطولة فريد شوقي وشيرين سيف النصر.

## قصة الفيلم
«حسن» شاب في الجامعة سجن بتهمة القتل وتساعده جارته «إلهام» بالعناية بوالدته، وعندما يخرج من السجن تؤمن له الوظيفة في المكان الذي تعمل فيه وتعيش معه قصة حب رائعة للغاية ولكن علاقتهما تنتهى بالخطأ الشديد. يقوم «حسن» بقتلها في مدينة الملاهي لكي يتزوج من ابنة صاحب الشركة، ولكن الحقيقة لا تختفى إلى النهاية، ولا بد لها من يوم كي تظهر فيه للعالم كله.